# Mištar
Mištar je pogranično naseljeno mjesto u općini Čajniču, Republika Srpska, BiH. Nalazi se kod granice sa Srbijom, zapadno od ušća rječice Tuhovo u Radojnu. U blizini je enklava a Republike Srbije koja je dio Strmca u općini Priboju, a prema jugu je tromeđa BiH – Crna Gora – Srbija. Ova enklava nije isto što i enklava BiH u Srbiji koju čine sela Sastavci, Kasidoli, Crnuzi, Luka.
Godine 1985. pripojena su Mištaru naselja Tulešići i Tupci (Sl.list SRBiH, br.24/85).

## Stanovništvo
| Narod     | Popis 1961. | Popis 1971. | Popis 1981. | Popis 1991. |
| --------- | ----------- | ----------- | ----------- | ----------- |
| Hrvati    |             |             |             |             |
| Muslimani |             |             |             |             |
| Srbi      | 32          | 45          | 39          | 84          |
| ostali    |             |             |             | 1           |
| Ukupno    | 32          | 45          | 39          | 85          |